# اسعدآباد
اسعدآباد با نام اصلی‌ چغان‌سرای، شهری در افغانستان و مرکز ولایت کنر است. اسعدآباد در کنار رود کنر و در میان چندین کوه واقع شده‌است. نام قدیم آن چغان‌سرای و چغه‌سرای است و بابر از آن به عنوان شهری در مرز کافرستان نام برده‌است. 
مردم این شهر بشتر از قومیت‌های پشتون و نورستانی هستند.